# Șirul Canonicilor
Șirul Canonicilor este un monument istoric și de arhitectură din Oradea. Este compus din 57 de arcade în stil baroc, care constituie un coridor lung de peste 250 de metri unind 10 clădiri. A fost construit în perioada 1758-1875, după proiectul arhitectului F.A. Hillebrandt. Până în 1780 au fost ridicate primele 7 din cele 10 clădiri, alte două clădiri au fost terminate în 1863, iar cea de-a zecea a fost finalizată în 1875, la mai mult de 100 de ani de la inițierea construcției primei clădiri. În faza inițială în cadrul complexului de clădiri fusese inclus și un seminar teologic romano-catolic, care însă nu a mai fost construit aici. 
Constituie un ansamblu împreună cu Bazilica Romano-Catolică și Palatul Episcopal.

## Locatari
Locatari ai Șirului Canonicilor au fost, între alții, clerici cu merite culturale și științifice, precum istoricul György Pray⁠(en)[traduceți], academicienii Flóris Rómer⁠(de)[traduceți] și Vilmos Fraknói etc.